# Värttiövaara
Värttiövaara är en kulle i Finland.   Den ligger i den ekonomiska regionen Norra Lappland och landskapet Lappland, i den norra delen av landet, 800 km norr om huvudstaden Helsingfors. Toppen på Värttiövaara är 340 meter över havet, eller 109 meter över den omgivande terrängen. Bredden vid basen är 5,0 km.
Terrängen runt Värttiövaara är huvudsakligen platt.  Trakten runt Värttiövaara är nära nog obefolkad, med mindre än två invånare per kvadratkilometer.